# Robănești
Robăneşti es una comuna ubicada en el distrito de Dolj, Rumania.

## Superficie
Posee una superficie de 59,70 kilómetros cuadrados.

## Demografía
Hasta 2021 la población era de 2164 habitantes, con una densidad de población de 36,25 habitantes por kilómetro cuadrado.